# Fany Bertrand
Fany Bertrand (* 2. Januar 2002 in Chambéry, Savoie) ist eine französische Biathletin. Sie wurde mit der Staffel 2021 Jugendweltmeisterin.

## Sportliche Laufbahn
Erste internationale Erfahrungen sammelte Fany Bertrand im Dezember 2019, als sie in Martell zwei Einsätze im IBU-Junior-Cup bekam und dabei einmal Neunte wurde. Im folgenden Januar war sie Teil der Olympischen Jugendspiele und gewann mit Léonie Jeannier, Théo Guiraud-Poillot und Mathieu Garcia Bronze im Mixedbewerb, nachdem sie in den Individualwettkämpfen außerhalb der Top 10 abschnitt. Mit Jeanne Richard und Maya Cloetens gewann die Französin im März 2021 die Goldmedaille bei den Jugendweltmeisterschaften, in Sprint und Verfolgung verpasste sie eine solche als Vierte jeweils knapp. Im Folgewinter bekam Bertrand lediglich bei den Junioreneuropameisterschaften Einsätze und gewann an der Seite von Paul Fontaine die Bronzemedaille in der Single-Mixed-Staffel. Zum Winter 2022/23 wurde sie schließlich in die B-Nationalmannschaft aufgenommen und gab, damit gleichbedeutend, in Idre ihr Debüt im IBU-Cup. Gleich in ihrem zweiten Wettkampf lief sie im Verfolger dank fehlerfreiem Schießen auf den siebten Rang, in Ridnaun zwei Wochen darauf sogar auf Platz 4 im Massenstart 60. Mit dem dritten Platz beim Supersprint von Osrblie fuhr die Französin schließlich auch ihren ersten Podestplatz ein. Ihre ersten Europameisterschaften verliefen nicht nach Wunsch, bei den saisonschließenden Juniorenweltmeisterschaften ergatterte sie hingegen mit Richard, Jeannier und Camille Coupé eine weitere Medaille.
Im Winter 2023/24 lief Bertrand international ausschließlich auf Juniorenebene und konnte im Dezember im Juniorcup ein Einzel auf der Pokljuka für sich entscheiden. Zudem nahm sie erneut an Juniorenweltmeisterschaften teil und gewann im Massenstart und mit der Staffel die Bronzemedaille. Während der Saison 2024/25 bekam die Französin wieder regelmäßige Einsätze im IBU-Cup. Höhepunkt war dabei der dritte Platz im Einzel Anfang Dezember 2024 in Geilo sowie einige weitere Top-20-Ergebnisse.

## Statistiken

### Jugend-/Juniorenweltmeisterschaften
Bertrand nahm 2021 an den Jugend-, ab 2023 an den Juniorenwettkämpfen teil.
| Weltmeisterschaften | Weltmeisterschaften | Einzelwettbewerbe | Einzelwettbewerbe | Einzelwettbewerbe | Einzelwettbewerbe | Staffelwettbewerbe | Staffelwettbewerbe |
| Jahr                | Ort                 | Einzel            | Sprint            | Verfolgung        | Massenstart 60    | Damenstaffel       | Mixedstaffel       |
| ------------------- | ------------------- | ----------------- | ----------------- | ----------------- | ----------------- | ------------------ | ------------------ |
| 2021                | Obertilliach        | 23.               | 4.                | 4.                | nicht ausgetragen | 1.                 | N/A                |
| 2023                | Schtschutschinsk    | 9.                | 22.               | 23.               | nicht ausgetragen | 2.                 | –                  |
| 2024                | Otepää              | 17.               | 20.               | N/A               | 3.                | 3.                 | 5.                 |